# Блок Станислава Говорухина
Блок Станислава Говорухина — избирательный блок в 1995 году, набрал 0,99% голосов на выборах в Государственную Думу Российской Федерации. Ориентация — государственническая оппозиция Ельцину, реформы. Лидеры — Станислав Говорухин, Виктор Аксючиц, Андрей Головин, Олег Румянцев. В избирательном бюллетене проходил под №26.